# Esterhazy

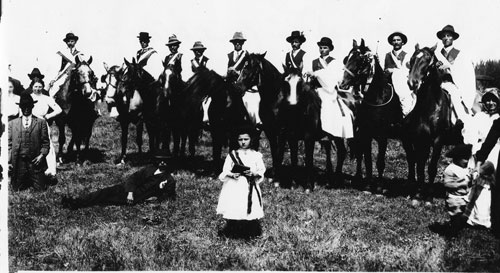
Magyar telepesek Esterhazy faluban, 1903

Esterhazy kisváros Kanadában, Saskatchewan tartomány délkeleti részén. A Qu' Appelle folyó völgyében fekszik, Regina városától 200 km-re. Lakosainak száma 2602 fő.

## Eszterházy Pál Oszkár
A város nevét Eszterházy Pál Oszkárról (1830–1912) kapta, aki nagymértékben hozzájárult a terület betelepítéséhez. Eszterházyt Packh János néven keresztelték meg Magyarországon. Az 1848–49-es szabadságharcban főhadnagyi rangban Korponay János ezredes segédtisztje volt. A fegyverletétel után Törökországon keresztül Londonba távozott. Harmincöt éves korában azt állította magáról, hogy az Esterházy család leszármazottja. Az Esterházy család ezt az igényt soha nem ismerte el.

## A település kialakulása
Eszterházy Pál 1885-ben Kanadába, Saskatchewan tartományba vándorolt ki. 1886-ban segített megtelepedni 35 magyar családnak a tartomány déli részén. A települést Kaposvárnak nevezték el. 1906-ban egy kőtemplomot is emeltek a területen. A XIX. század végén érkező további telepesek (angolok, németek, svédek) a falu északi részén telepedtek le, mely terület később Esterhazy nevet kapta 1905-ben. Kaposvár folyamatosan elnéptelenedett, illetve a lakosok a pár kilométerrel északra fekvő Esterhazy faluba települtek át. Kaposvár egykori magyar település központja mára elnéptelenedett, Kaposvár Történeti Terület és Szabadtéri Múzeumként látogatható Eszterhazy településtől 3 km-re délre. A templom melletti temetőben több magyar név is olvasható (Bunyák, Bartók, Dőry, Gönczy). Az egykori templomban minden évben Nagyboldogasszony napján búcsút tartanak, melyen leginkább Esterhazy lakosai vesznek részt. A lakosok a magyar identitásukat őrzik, de a magyar nyelvet egyre kevesebben beszélik már.

## A település napjainkban
Napjainkban a város a környező növénytermesztő és állattenyésztő vidék piacvárosa. Malom- és tejipara is van. 1962 óta kálisót bányásznak, a város melletti aknák a legnagyobbak az amerikai kontinensen. Esterhazyt gyakran a "A világ kálisó fővárosának" is hívják.